# Petr Ruman
Petr Ruman (* 2. listopadu 1976, Přerov) je bývalý český fotbalový útočník.

## Fotbalová kariéra
V české lize hrál za FC Baník Ostrava. V české nejvyšší soutěži nastoupil v 73 utkáních a dal 13 gólů, v německé Bundeslize nastoupil ve 24 utkáních a dal 5 gólů. v nižší soutěži hrál za Fotbal Frýdek-Místek a v Německu za SpVgg Greuther Fürth a VfR Aalen.

## Prvoligová bilance
| Ročník                          | Zápasy | Góly | Klub             |
| ------------------------------- | ------ | ---- | ---------------- |
| 1. česká fotbalová liga 1993/94 | 6      | 2    | FC Baník Ostrava |
| 1. česká fotbalová liga 1994/95 | 3      | 1    | FC Baník Ostrava |
| 1. česká fotbalová liga 1995/96 | 24     | 3    | FC Baník Ostrava |
| 1. česká fotbalová liga 1996/97 | 6      | 0    | FC Baník Ostrava |
| Gambrinus liga 1997/98          | 8      | 3    | FC Baník Ostrava |
| Gambrinus liga 1998/99          | 26     | 4    | FC Baník Ostrava |
| Bundesliga 2005/06              | 24     | 5    | 1. FSV Mainz 05  |
| CELKEM                          | 97     | 12   |                  |